# Strzelectwo na Letniej Uniwersjadzie 2019
Zawody strzeleckie w ramach Letniej Uniwersjady 2019 zostały rozegrane w dniach 4-9 lipca 2019 r. w Mostra d'Oltremare Padiglione 3 w Neapolu. 

## Medaliści i medalistki[2]

### Mężczyźni
| Konkurencja                                | Złoto            | Srebro           | Brąz                  |
| ------------------------------------------ | ---------------- | ---------------- | --------------------- |
| Karabin pneumatyczny z 10 metrów           | Patrik Jány      | Park Ha-jun      | Jewgienij Panczenko   |
| Karabin pneumatyczny z 10 metrów drużynowo | Chiny            | Iran             | Słowacja              |
| Pistolet pneumatyczny z 10 metrów          | Park Dae-hun     | Zhang Bowen      | Sajjad Pourhosseini   |
| Trap                                       | Yang Kun-pi      | Filip Marinow    | Adrián Drobný         |
| Skeet                                      | Nicolas Vasiliou | Timi Vallioniemi | Angad Vir Singh Bajwa |

### Kobiety
| Konkurencja                                | Złoto                  | Srebro             | Brąz                |
| ------------------------------------------ | ---------------------- | ------------------ | ------------------- |
| Karabin pneumatyczny z 10 metrów           | Lucie Brázdová         | Elavenil Valarivan | Lin Ying-shin       |
| Karabin pneumatyczny z 10 metrów drużynowo | Polska                 | Chińskie Tajpej    | Indie               |
| Pistolet pneumatyczny z 10 metrów          | Dorsa Arabszahi        | Hanieh Rostamian   | Kim Min-jung        |
| Trap                                       | Liu Wan-yu             | Fiammetta Rossi    | Sarsenkuł Rysbekowa |
| Skeet                                      | Chiara Di Marziantonio | Zoja Krawczenko    | Hana Adámková       |

### Konkurencje mieszane
| Konkurencja                       | Złoto           | Srebro           | Brąz      |
| --------------------------------- | --------------- | ---------------- | --------- |
| Karabin pneumatyczny z 10 metrów  | Iran            | Korea Południowa | Rosja     |
| Pistolet pneumatyczny z 10 metrów | Chińskie Tajpej | Korea Południowa | Włochy    |
| Trap                              | Włochy          | Chińskie Tajpej  | Hiszpania |

## Źródła
1. ↑  Handbook - Shooting [online].
2. ↑  Medalists by Event [online].